# Sovětský hladomor 1932–1933
Sovětský hladomor v letech 1932–1933 (někdy se období rozšiřuje na 1930-1934) zasáhl hlavní oblasti produkce obilí v SSSR, zejména tehdejší Ukrajinskou a Kazašskou SSR, severní Kavkaz a oblast Povolží, jižní část Uralu a západní Sibiř. Nejhůře zasáhl hladomor tehdejší Ukrajinskou SSR, kde je obvykle znám pod názvem Holodomor. Celkem si toto tragické období dějin vyžádalo několik milionů mrtvých.
K hlavním faktorům, které přispěly k hladomoru, patří nucená kolektivizace v Sovětském svazu v rámci prvního pětiletého plánu a nucené výkupy či přímo konfiskace obilí v kombinaci s rychlou industrializací a úbytkem pracovních sil v zemědělství. Zdroje se rozcházejí v názoru na možnou roli sucha. V tomto období sovětská vláda vystupňovala pronásledování kulaků. Sovětský vůdce Josif Stalin nařídil kulaky, což byli relativně bohatí rolníci vlastnící půdu, „zlikvidovat jako třídu“. Jejich pronásledování  probíhalo již od ruské občanské války a nikdy zcela neustalo. Jakmile byla kolektivizace v plném proudu, persekuce kulaků zesílila, což vyvrcholilo sovětskou kampaní politických represí, včetně zatýkání, deportací a poprav velkého počtu těchto osob v letech 1929-1932. Někteří kulaci na to reagovali sabotážemi, například zabíjením dobytka a ničením plodin určených ke spotřebě dělníků v továrnách. Navzdory rostoucímu počtu mrtvých se Stalin rozhodl pokračovat v pětiletém plánu a kolektivizaci. Do roku 1934 Sovětský svaz vytvořil základní průmyslovou úroveň, avšak za cenu milionů lidských životů.
Na rozdíl od ruského hladomoru v roce 1921, který vypukl na vlastním území bolševického Ruska (pozdější Ruské sovětské federativní socialistické republiky neboli RSFSR), informace o hladomoru v letech 1932–1934 byly sovětskou historiografií falšovány, nejen Stalinovým režimem, ale také jeho nástupci. Teprve s nástupem glasnosti (uvolnění státní cenzury, které doprovázelo perestrojku), kterou zahájil Michail Gorbačov v letech 1986 až 1987, byla oficiálně uznána jeho existence. Někteří badatelé a instituce tento hladomor označují jako genocidu, namířenou především proti Ukrajincům, případně Kazachům. Hladomor postihl rodinu Michaila Gorbačova, který se narodil poblíž Stavropolu. Během hladomoru zemřeli tři sourozenci jeho otce a Gorbačov později uvedl, že v roce 1933 zemřela hlady skoro polovina obyvatel jeho rodné vesnice Privolnoje.

## Odhady počtu obětí

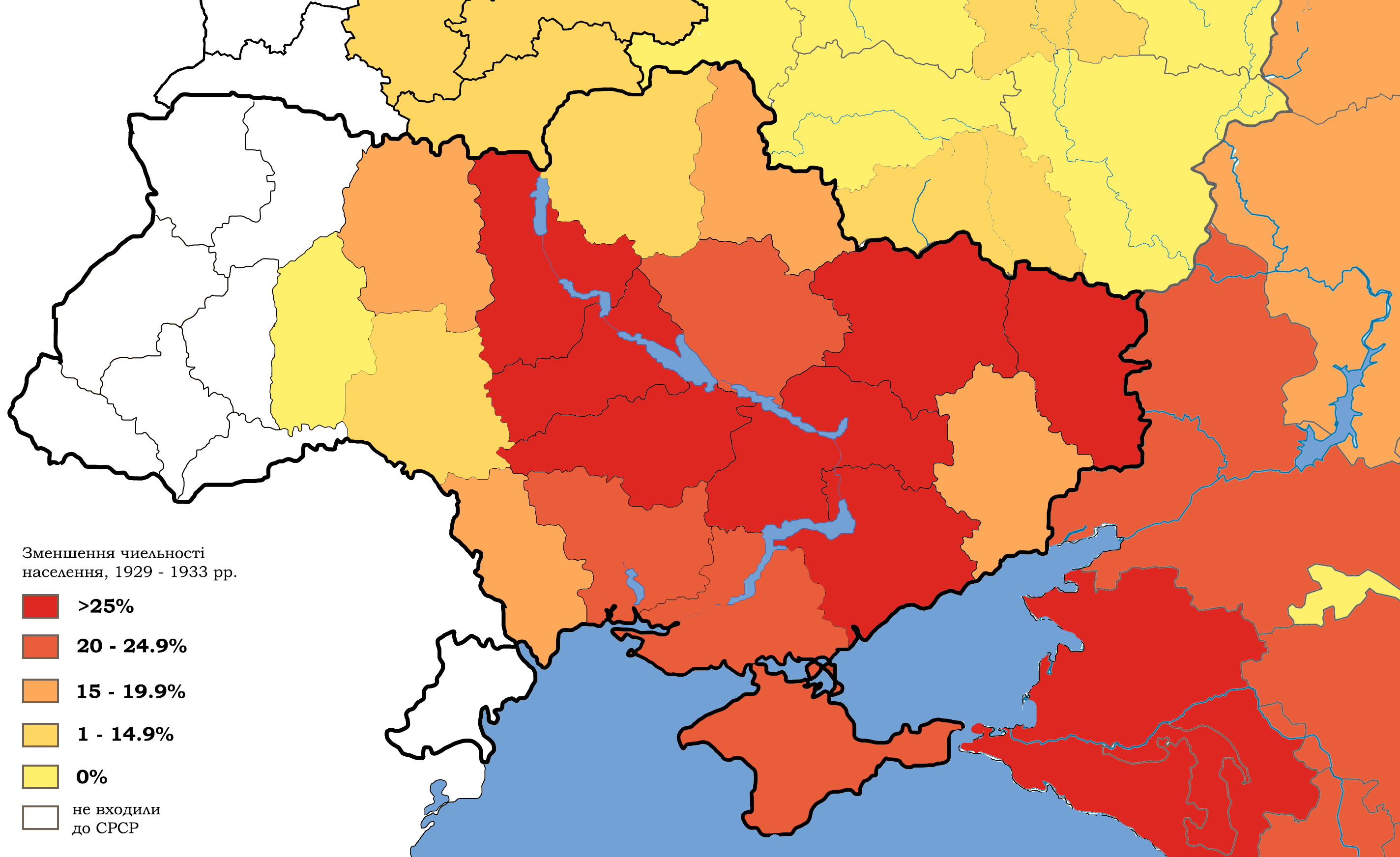
Úbytek populace na Ukrajině a v Jižním Rusku v letech 1929–1933. Bílá místa na mapě nebyla tehdy součástí SSSR.

Americká Encyklopedie Britannica odhaduje, že na hladomor tehdy v SSSR zemřelo 6 až 8 milionů lidí, přičemž 4 až 5 milionů zemřelých byli Ukrajinci.

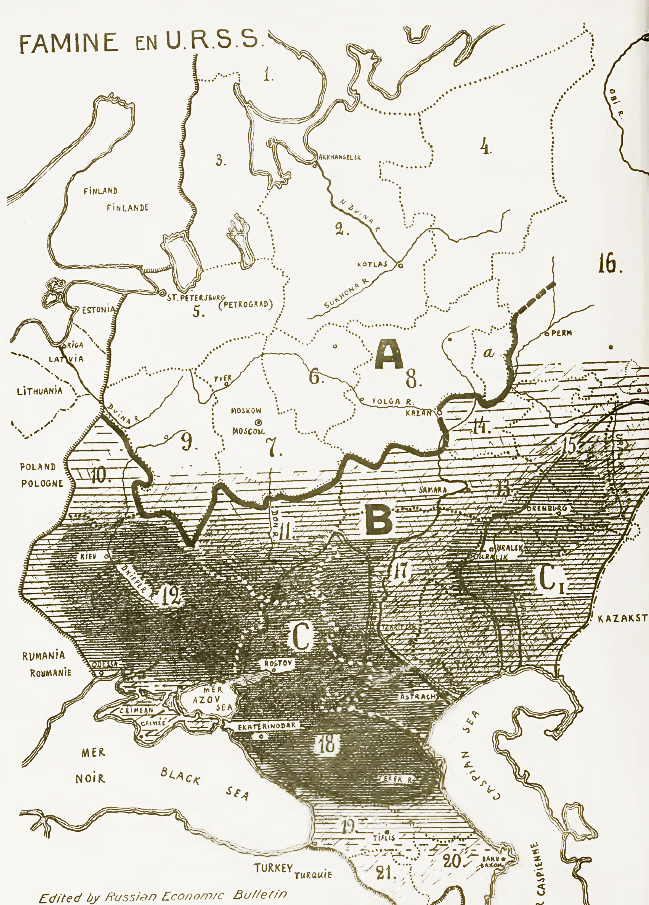
Hladomor v letech 1932-1933 v Sovětském svazu. Čím tmavší barva, tím větší ztráty na životech. Území Kazašské SSR není zobrazeno.

Britský historik Robert Conquest ve své knize The Harvest of Sorrow: Soviet collectivization and the terror-famine (Sklizeň bolesti: sovětská kolektivizace a hrůza hladomoru) odhaduje, že v období 1932–1933 zemřelo nejméně 11 milionů osob (z toho sedm milionů na Ukrajině, dva miliony v severní oblasti Zakavkazska a dva miliony na dalších územích). V dalším období 1930–1937 autor odhaduje počet mrtvých na 11 milionů rolníků, se smrtí tří a půl milionů dalších v pracovních táborech v dalších letech. Jinými slovy celkem čtrnáct a půl milionu osob zemřelo (šest a půl milionu v důsledku dekulakizace, jeden milion v důsledku kazašské demografické katastrofy a sedm milionů během hladomoru v letech 1932–1933).
Černá kniha komunismu, vydaná v roce 1997 u příležitosti 80. výročí bolševické revoluce, odhaduje asi šest milionů úmrtí na dvouleté období 1932/1933. Nejvyšší cenu čtyř milionů životů zaplatili ukrajinští rolníci. Kazašští kočovníci byli připraveni o svá hospodářská zvířata a násilně usazováni, v důsledku čehož zahynul milion osob. Stejný počet osob zahubil hladomor na severním Kavkaze a v oblasti Středního Černozemi.
Na druhou stranu bádání z roku 2004 The Years of Hunger: Soviet Agriculture, 1931-1933 (Roky hladu: Sovětské zemědělství, 1931-1933), kterou napsali R. W. Davies a S. G. Wheatcroft, odhaduje počet mrtvých na 2,5 a 3,5 milionu. Další studie založená na údajích poskytnutých odhady Daviese a Wheatcrofta, odhaduje, že během krátkého období mezi lety 1930 a 1933 v důsledku hladomoru a represí zemřelo na 4,5 milionům lidí.
Jiné odhady hovoří, že na Ukrajině zemřelo 3,3 až 5 milionu lidí, v Rusku 2 až 3,3 miliony a v Kazachstánu 1,5 až 2 miliony (z toho 1,3 milionu etnických Kazachů). Když se k tomu připočítá kazašský hladomor v letech 1919-1922, přišel Kazachstán během 15 let o více než polovinu obyvatel. Hladomor učinil z Kazachů menšinu ve vlastní republice. Před ním tvořili Kazaši asi 60 % obyvatel republiky, po něm to bylo jen asi 38 % obyvatel.